# Fäsjön, Västergötland
Fäsjön är en sjö i Härryda kommun i Västergötland och ingår i Göta älvs huvudavrinningsområde. Sjön är 15 meter djup, har en yta på 0,0683 kvadratkilometer och är belägen 134,4 meter över havet.

## Delavrinningsområde
Fäsjön ingår i det delavrinningsområde (640082-129510) som SMHI kallar för Ovan Tvärån. Medelhöjden är 122 meter över havet och ytan är 12,96 kvadratkilometer. Räknas de 6 avrinningsområdena uppströms in blir den ackumulerade arean 91,55 kvadratkilometer. Gullbergsån (Mölndalsån) som avvattnar avrinningsområdet har biflödesordning 3, vilket innebär att vattnet flödar genom totalt 3 vattendrag innan det når havet efter 37 kilometer. Avrinningsområdet består mestadels av skog (81 procent). Avrinningsområdet har 0,24 kvadratkilometer vattenytor vilket ger det en sjöprocent på 1,9 procent. Bebyggelsen i området täcker en yta av 0,49 kvadratkilometer eller 4 procent av avrinningsområdet.